# 也孙秃阿
也孙秃阿（蒙古语：Yesün Tua），13世纪前半叶蒙古帝国将领，塔塔儿部出身的，又译也孙脱阿。
《史集》“塔塔儿部族志”中记载其“谱系不明，不知出自哪个部落的”，关于其出身完全没有记录留存。他是马夫出身，1206年，成吉思汗建立蒙古帝国后完善了怯薛（亲卫队）制度，同时创设了负责为怯薛供给物资的组织“亲卫千户（hezāre-ye buzurg）”，或称“御帐前首千户”。该组织又称“怯怜口”，直属大汗的斡耳朵（宫帐），负责供应马匹、粮食、皮绳等物资，而也孙秃阿曾担任该千人队中的百夫长。
据《史集》“成吉思汗纪”等记载，也孙秃阿隶属于成吉思汗正妻孛儿帖·兀真掌管的斡耳朵，还担任“四怯薛的阿合塔赤之长”。“阿合塔赤（aqtači）”指管理骟马（aqta）的官职，因此推测他不仅作为怯薛军管理君主的骟马，还统领着负责供应骟马的“怯怜口”群体。他的儿子别克帖失（bīkdāsh）曾被元世祖忽必烈作为使者（亦儿赤）派往其弟旭烈兀建立的伊利汗国（旭烈兀兀鲁思）。